# The House of the Devil
The House of the Devil è un film del 2009 scritto, diretto e montato da Ti West.
Combinando elementi dai sottogeneri slasher e casa stregata, viene usato il "panico del satanismo" degli anni '80 come elemento centrale della trama. Il film cerca di ricreare lo stile dei film horror anni '70 e '80, impiegando tecniche di ripresa e tecnologia simili a quelle in uso all'epoca.
Nei titoli d'apertura viene fatto sapere che il film è ispirato a eventi reali, un espediente molto in voga nelle produzioni indipendenti d'effetto degli anni '70 e '80 come ad esempio Non aprite quella porta e Amityville Horror, sebbene per questi film è stato in seguito provato che la veridicità storica alla base sia solo parziale o addirittura nulla.

## Trama
Anni '80, la studentessa universitaria Samantha ha appena affittato un nuovo appartamento, in cui si ritrova a convivere con una ragazza che le crea problemi nel riposare di notte. Assillata da difficoltà economiche, la ragazza coglie al volo l'opportunità di un lavoro come babysitter telefonando a un numero allegato a un apposito annuncio: il richiedente le dà tuttavia un appuntamento a cui non si presenta. Dopo essersi sfogata dell'accaduto con la sua migliore amica Megan, quella notte Samantha riceve una nuova telefonata dall'uomo che le aveva dato un appuntamento: questi si scusa e le chiede di andare immediatamente a casa sua per svolgere la mansione da bambinaia. 
Samantha si fa dunque accompagnare da Megan presso un'isolata tenuta di campagna. Qui le due vengono ricevute da un uomo anziano dall'aria inquietante il quale, dopo essersi appartato con Samantha, le rivela che dovrà in realtà badare alla sua anziana suocera e le offre un compenso molto più alto purché lei accetti comunque. Nonostante le rimostranze di Megan, Samantha accetta l'incarico: scopre quindi che l'anziana donna è molto autonoma e che difficilmente ci dovrà interagire se non in caso d'emergenza. Una volta che Megan va via, Samantha incontra anche la padrona di casa; marito e moglie vanno via lasciandole il numero di una pizzeria da contattare per cena.
Mentre torna verso casa in macchina, Megan viene fermata da un uomo che le offre una sigaretta. Una volta che l'uomo appura che lei non è la babysitter, la uccide con un colpo di pistola. Nel frattempo Samantha inizia a trascorrere la serata in casa: inizialmente preoccupata dal momento che non riesce a stabilire un contatto telefonico con Megan, la ragazza riesce presto a sentirsi a proprio agio nell'abitazione e ordina una pizza per cena. A poco a poco, tuttavia, Samantha percepisce dei segnali sempre più inquietanti e inizia ad avere paura, al punto che quando riceve la pizza la ritira in pochi istanti senza aspettare che il fattorino (che è in realtà l'assassino di Megan) le dia il resto. Dopo aver mangiato alcune fette di pizza, Samantha inizia ad accusare un malessere; la ragazza cerca invano di attirare l'attenzione dell'anziana a cui dovrebbe badare e, nel farlo, scopre copiose ciocche di capelli femminili nella vasca da bagno di casa. 
Subito dopo Samantha sviene, per poi ritrovarsi immobilizzata in cantina al centro di un pentacolo: i padroni di casa e il finto fattorino iniziano dunque a svolgere un rito satanico su di lei, impiegando sangue di vittime precedenti. Samantha riesce tuttavia a liberarsi ed a ferire uno dei tre: dopo aver scoperto il cadavere dell'amica, la ragazza uccide due membri della setta con un coltello e fugge via. Perseguitata ormai da orrende visioni, Samantha finisce per spararsi alla testa davanti agli occhi dell'unico superstite della setta. La ragazza tuttavia sopravvive e viene ricoverata in ospedale, dove il personale riesce a stabilizzarla ed a salvare lei e il bambino di cui è incinta, concepito presumibilmente dopo l'orribile rito.

## Produzione
The House of the Devil nasce come omaggio alle produzioni cinematografiche a basso costo degli anni '80, di cui riprende lo stile visivo e di narrazione. Girato in Connecticut e ambientato negli anni '80, il film è stato girato in pellicola 16 mm per ottenere un aspetto stilistico retrò che corrispondesse alla decade. Anche la fotografia del film rispecchia i metodi usati dai registi dell'epoca: ad esempio, piuttosto che il più consueto dolly contemporaneo, West spesso utilizza lo zoom sui personaggi, una tecnica "al risparmio" tipica delle produzioni horror degli anni '70 continuata per tutto il decennio successivo. Altri espedienti stilistici impiegati sono i titoli di testa di colore giallo, accompagnati da fermo immagini, e i titoli di coda fatti scorrere sull'ultima inquadratura della scena finale. 
Contribuirono alla realizzazione del film i produttori Peter Phok e Larry Fessenden per la Glass Eye Pix, già nota per prodotti simili come Satan Hates You e I Sell the Dead, e gli indipendenti Roger Kass e Josh Braun.

## Promozione
Il 31 ottobre 2008 è stata pubblicata una versione semidefinitiva della locandina ufficiale.

## Distribuzione
Il film ha gareggiato alla 25ª edizione degli Independent Spirit Awards svoltasi il 5 marzo 2010 a Los Angeles, all'interno della categoria Producers Award per produttori di film indipendenti, con Larry Fessenden rappresentante sia di The House of the Devil che di I Sell the Dead. Il premio è poi andato a Karin Chien per The Exploding Girl e Santa Mesa.
Dopo aver debuttato su Amazon.com il 1º ottobre 2009 come video on demand, il 30 dello stesso mese è uscito nel circuito cinematografico americano in distribuzione limitata.

### Home video
L'edizione DVD e Blu-Ray Disc di The House of the Devil è stata pubblicata sul mercato casalingo americano il 2 febbraio 2010 da Dark Sky Films.
I contenuti speciali disponibili nel DVD sono:
- Trasferimento a modalità Widescreen con audio 5.1
- Commenti audio sul film di Ti West, Donahue, Larry Fessenden, Peter Shock e Graham Reznick
- Documentari dedicati ai "dietro le quinte", In The House of the Devil, Behind The House of the Devil *** Scene eliminate
- Trailer cinematografico

I contenuti speciali disponibili nel Blu Ray sono:
- Commento audio del regista e dell'attrice Donahue
- Documentario dedicato ai "dietro le quinte", In The House of the Devil
- Trailer cinematografico

## Accoglienza

### Critica
Il sito di recensioni Splatter Container lo considera un prodotto «solido» sebbene il soggetto alla base della "babysitter in pericolo" sia stato sfruttato in numerosi film, inoltre West è stato capace «di ricostruire tutto un mondo coerente sia nel linguaggio che nelle immagini» riuscendo nell'intento di riprendere lo stile che caratterizzava i film del periodo anni '70-'80.
Secondo lo scrittore Elvezio Sciallis, non si tratta di un film «che omaggia gli anni ottanta, ma è un film degli anni '80»; in accordo anche con quanto scritto da Horror Blogosfere, che nonostante critica il finale decisamente scontato, esso «rimane in perfetta sintonia con tutto il costrutto diegetico fin lì sviluppato, con non pochi twist e sequenze di adrenalinica presa» anche in virtù del fatto che essendo collegato «direttamente ai setta-movies degli anni '70-'80 non ci può essere ovviamente nulla di nuovo».